# 1933 en Nouvelle-Écosse
Chronologie de la Nouvelle-Écosse
- 1929
- 1930
- 1931
- 1932
- 1933
- 1934
- 1935
- 1936
- 1937

Cette page concerne des événements survenus en 1933 dans la province canadienne de la Nouvelle-Écosse.

## Politique

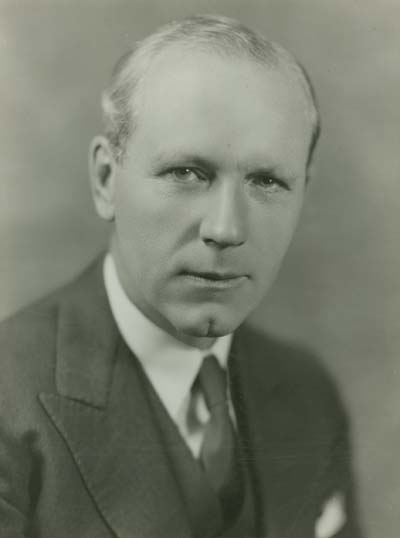
Angus L Macdonald.

- Premier ministre : Gordon S. Harrington puis Angus L. Macdonald
- Chef de l'Opposition :
- Lieutenant-gouverneur : Walter Harold Covert
- Législature :

## Naissances
- 14 juin : Parker MacDonald (né à Sydney), entraîneur et joueur professionnel canadien de hockey sur glace qui évoluait au poste d'ailier gauche.